# Makedonija (kraljestvo)
Makedonija (grško Μακεδονία) je bila starodavno kraljestvo na obrobju Arhaične in Klasične Grčije in kasneje prevladujoča država Helenistične Grčije. Kraljestvo je ustanovila in sprva vladala kraljevska rodbina Argead, ki sta ji sledili rodbini Antipatrid in Antigonid. Prvo kraljestvo, ki je bilo dom starih Makedoncev, je bilo osredotočeno na severovzhodnem delu grškega polotoka in mejilo na Epir na zahodu, Peonija na severu, Trakijo na vzhodu in Tesalijo na jugu.
Pred 4. stoletjem pr. n. št. je bila Makedonija majhno kraljestvo zunaj območja, ki so ga obvladovale velike mestne države Atene, Šparta in Tebe, in je bila za kratek čas podrejena Ahemenidski Perziji. V času vladavine argeadskega kralja Filipa II. (359–336 pr. n. št.) si je Makedonija z osvajanjem in diplomacijo podredila celinsko Grčijo in traško Odriško kraljestvo. Z reformirano vojsko, ki je vsebovala falange, ki so vihtele sariso, je Filip II. premagal stare sile Aten in Teb v bitki pri Hajroneji leta 338 pr. n. št. Sin Filipa II. Aleksander Veliki, ki je vodil zvezo grških držav, je izpolnil očetov cilj poveljevanja celotni Grčiji, ko je po uporu mesta uničil Tebe. Med naslednjo Aleksandrovo osvajalsko kampanjo je strmoglavil Ahemenidsko cesarstvo in osvojil ozemlje, ki se je raztezalo vse do reke Ind. Za kratek čas je bilo njegovo makedonsko cesarstvo najmočnejše na svetu – dokončna helenistična država, ki je začela prehod v novo obdobje starogrške civilizacije. Grška umetnost in literatura sta cveteli v novih osvojenih deželah, napredek v filozofiji, tehniki in znanosti pa se je razširil po večjem delu starodavnega sveta. Posebno pomembni so bili prispevki Aristotela, Aleksandrovega učitelja, čigar spisi so postali temeljni kamen zahodne filozofije.
Po Aleksandrovi smrti leta 323 pr. n. št., vojne diadohov, ki so sledile, in razdelitvi Aleksandrovega kratkotrajnega cesarstva je Makedonija ostala grško kulturno in politično središče v sredozemski regiji skupaj s Ptolemajskim Egiptom, Selevkidskim cesarstvom in Pergamonskim kraljestvom. Pomembna mesta, kot so Pella, Pidna in Amfipolis, so bila vpletena v boj za oblast za nadzor nad ozemljem. Nova mesta so bila ustanovljena, kot je Tesalonika, ki jo je ustanovil uzurpator Kasander (poimenovan po njegovi ženi Tesaloniki Makedonski). Propad Makedonije se je začel z makedonskimi vojnami in vzponom Rima kot vodilne sredozemske sile. Ob koncu tretje makedonske vojne leta 168 pr. n. št. je bila makedonska monarhija ukinjena in zamenjana z rimskimi državami. Kratkotrajna oživitev monarhije med četrto makedonsko vojno v letih 150–148 pr. n. št. se je končala z ustanovitvijo rimske province Makedonije.
Makedonski kralji, ki so imeli absolutno oblast in so upravljali z državnimi viri, kot sta zlato in srebro, so omogočali rudarske operacije za kovanje denarja, financirali svojo vojsko in do vladavine Filipa II. tudi makedonsko mornarico. V nasprotju z drugimi državami naslednicami diadohov cesarski kult, ki ga je spodbujal Aleksander, v Makedoniji ni bil nikoli sprejet, kljub temu pa so makedonski vladarji prevzeli vlogo visokih duhovnikov kraljestva in vodilnih pokroviteljev domačih in mednarodnih kultov helenistične vere. Oblast makedonskih kraljev je bila teoretično omejena z institucijo vojske, medtem ko je nekaj občin znotraj makedonske skupne države uživalo visoko stopnjo avtonomije in celo demokratične vlade z ljudskimi skupščinami.

## Etimologija
Ime Makedonija (grško Μακεδονία, Makedonía) izhaja iz etnonima Μακεδόνες (Makedónes), ki je sam izpeljan iz starogrškega pridevnika μακεδνός (makednós), kar pomeni "visok, vitek", tudi ime ljudstva, sorodnega Dorcem (Herodot) in morda opisuje starodavne Makedonce. Najverjetneje je v sorodstvu s pridevnikom μακρός (makros), ki v stari grščini pomeni "dolg" ali "visok". Domneva se, da je ime prvotno pomenilo "gorjani", "visoki" ali "visoki moški"Jezikoslovec Robert S. P. Beekes trdi, da sta oba izraza predgrškega izvora in ju ni mogoče razložiti z izrazov indoevropske morfologije , vendar Filip De Decker zavrača Beekesove argumente kot nezadostne.

## Zgodovina

### Zgodnja zgodovina in legenda
Klasična grška zgodovinarja Herodot in Tukidid sta poročala o legendi, da so bili makedonski kralji iz rodbine Argead potomci Temena, kralja Argosa, in bi zato lahko trdili, da je mitski Heraklej eden od njihovih prednikov, pa tudi neposredni rod od Zevsa, glavnega boga grškega panteona. Protislovne legende navajajo, da sta bila Perdika I. Makedonski ali Karan Makedonski ustanovitelja rodbine Argeadi s petimi ali osmimi kralji pred Amintom I.. Trditev, da Argeadi izvirajo iz Temena, so sprejeli Hellanodikai organi starodavnih olimpijskih iger in dovolili Aleksandru I. Makedonskemu (vladal 498–454 pr. n. št.), da se prijavi na tekmovanja zaradi njegove domnevne grške dediščine. Malo je znanega o kraljestvu pred vladavino očeta Aleksandra I., Amintasa I. Makedonskega (vladal 547–498 pr. n. št.) v arhaičnem obdobju.
Makedonsko kraljestvo je bilo ob rekah Haliakmon in Aksij v Spodnji Makedoniji, severno od gore Olimp. Zgodovinar Robert Malcolm Errington nakazuje, da je eden od prvih argeadskih kraljev ustanovil mesto  Aigai (sodobna Vergina) kot svojo prestolnico sredi 7. stoletja pr. n. št.. Pred 4. stoletjem pr. n. št. je kraljestvo pokrivalo regijo, ki je približno ustrezala zahodnemu in osrednjemu delu regije Makedonija v sodobni Grčiji. Postopoma se je razširil v regijo Gornje Makedonije, kjer so živela grška plemena Lyncestae in Elimiotae, ter v regije Ematia, Eordaia, Botiaea, Miigdonia, Crestonia in Almopia, ki so jih poseljevala različna ljudstva, kot so Tračani in Frigijci. 2] Negrški sosedje Makedonije so bili Tračani, ki so naseljevali ozemlja na severovzhodu, Iliri na severozahodu in Peonce na severu, medtem ko so deželi Tesalija na jugu in Epir na zahodu naseljevali Grki s podobno kulturo kot je bila Makedonci.
Leto po tem, ko je Darej I. Perzijski (vladal 522–486 pr. n. št.) začel vdor v Evropo proti Skitom, Pejoncem, Tračanom in več grškim mestnim državam na Balkanu, je perzijski general Megabaz uporabil diplomacijo, da je prepričal Aminta I., da se podredi kot vazal Ahemenidskega cesarstva, s čimer se je začelo obdobje Ahemenidske Makedonije. Ahemenidsko perzijsko hegemonijo nad Makedonijo je za kratek čas prekinil Jonski upor (499–493 pr. n. št.), vendar jo je perzijski general Mardonij vrnil pod Ahemenidsko suzereniteto.
Čeprav je Makedonija uživala visoko stopnjo avtonomije in nikoli ni postala satrapija (tj. provinca) Ahemenidskega cesarstva, se je od nje pričakovalo, da bo zagotovila vojake za ahemenidsko vojsko. Aleksander I. je zagotovil makedonsko vojaško podporo Kserksu I. (vladal 486–465 pr. n. št.) med drugo perzijsko invazijo na Grčijo v letih 480–479 pr. n. št., makedonski vojaki pa so se borili na strani Perzijcev v bitki pri Platajah 479 pr. n. št. Po grški zmagi pri Salamini leta 480 pr. n. št. je bil Aleksander I. zaposlen kot ahemenidski diplomat, da bi predlagal mirovno pogodbo in zavezništvo z Atenami, ponudba pa je bila zavrnjena. Kmalu zatem so se ahemenidske sile morale umakniti s celinske Evrope, kar je pomenilo konec perzijskega nadzora nad Makedonijo.

### Vključenost v klasični grški svet
Čeprav je bil sprva perzijski vazal, je Aleksander I. Makedonski gojil prijateljske diplomatske odnose s svojimi nekdanjimi grškimi sovražniki, koalicijo grških mestnih držav pod vodstvom Aten in Šparte. Njegov naslednik Perdika II. (vladal 454–413 pr. n. št.) je Makedonce popeljal v vojno v štirih ločenih spopadih proti Atenam, vodji Delske zveze, medtem ko so vdori traškega vladarja Sitalka iz Odriškega kraljestva ogrozili ozemeljsko celovitost Makedonije na severovzhodu. Atenski državnik Periklej je spodbujal kolonizacijo reke Strimon v bližini Makedonskega kraljestva, kjer je bilo leta 437/436 pr. n. št. ustanovljeno kolonialno mesto Amfipolis, da bi Atenam zagotavljalo stalno oskrbo s srebrom in zlatom ter lesom in smolo atensko mornarico. Sprva Perdika II. ni ukrepal in je morda celo pozdravil Atence, saj so bili Tračani obema sovražniki. To se je spremenilo zaradi atenskega zavezništva z bratom in bratrancem Perdika II., ki se mu je uprl. Tako sta se proti Atenam med letoma 433 in 431 pr. n. št. bojevali dve ločeni vojni. Makedonski kralj se je maščeval tako, da je spodbujal upor atenskih zaveznikov v Halkidikah in nato osvojil strateško mesto Potidejo. Po zavzetju makedonskih mest Terma in Beroja so Atene oblegale Potidejo, a je niso premagale; Terma je bila vrnjena Makedoniji in večji del Halkidike Atenam v mirovni pogodbi, sklenjeni s posredovanjem Sitalka, ki je Atenam zagotovil vojaško pomoč v zameno za pridobitev novih tračanskih zaveznikov.
Perdika II. je stopil na stran Šparte v peloponeški vojni (431–404 pr. n. št.) med Atenami in Šparto, leta 429 pr. n. št. pa so se Atene maščevale tako, da so prepričale Sitalka, naj napade Makedonijo, vendar se je bil prisiljen umakniti zaradi pomanjkanja živil pozimi. Leta 424 pr. n. št. se je Arhabaeus, lokalni vladar Lynkestisa v Zgornji Makedoniji, uprl svojemu vladarju Perdiki in Špartanci so se strinjali, da bodo pomagali pri zadušitvi upora. V bitki pri Lyncestisu je Makedonce zajela panika in so pobegnili pred začetkom spopadov, kar je razjezilo špartanskega generala Brasida, čigar vojaki so oropali nenadzorovan makedonski konvoj s prtljago. Perdika je nato zamenjal stran in podprl Atene ter uspel zadušiti Arabejov upor.
Brasida je umrl leta 422 pr. n. št., v letu, ko sta Atene in Šparta sklenili sporazum, Nikijev mir, ki je Makedonijo osvobodil njenih obveznosti atenske zaveznice. Po bitki pri Mantineji leta 418 pr. n. št. so zmagoviti Špartanci sklenili zavezništvo z Argosom, vojaški pakt, ki se mu je želel pridružiti Perdika II. zaradi grožnje, da bodo špartanski zavezniki ostali na Halkidiki. Ko je Argos nenadoma zamenjal stran kot proatenska demokracija, je atenska mornarica lahko oblikovala blokado makedonskih morskih pristanišč in leta 417 pr. n. št. vdrla v Halkidiko. Perdika II. je leta 414 pr. n. št. zaprosil za mir in z Atenami sklenil zavezništvo, ki ga je nadaljeval njegov sin in naslednik Arhelaj I. Makedonski (vladal 413–399 pr. n. št.). Atene so nato zagotovile pomorsko podporo Arhelaju I. leta 410 pr. n. št. pri makedonskem obleganju Pidne v zameno za les in pomorsko opremo.
Čeprav se je Arhelaj I. soočil z nekaterimi notranjimi upori in je moral obraniti invazijo Ilirov, ki jih je vodil Sirras iz Lynkestisa, mu je uspelo projicirati makedonsko moč v Tesalijo, kjer je poslal vojaško pomoč svojim zaveznikom. Čeprav je obdržal Ajgaj kot obredno in versko središče, je Arhelaj I. prestolnico kraljestva preselil na sever v Pelo, ki je bila takrat postavljena ob jezeru z reko, ki jo je povezovala z Egejskim morjem. Izboljšal je makedonsko valuto s kovanjem kovancev z večjo vsebnostjo srebra in izdajo ločenih bakrenih kovancev. Njegov kraljevi dvor je pritegnil prisotnost znanih intelektualcev, kot je atenski dramatik Evripid. Ko je bil Arhelaj I. umorjen (morda po homoseksualni ljubezenski aferi s kraljevimi paži na njegovem dvoru), je kraljestvo pahnilo v kaos v dobi, ki je trajala od 399 do 393 pr. n. št. in je vključevala vladavino štirih različnih monarhov: Oresta, Arhelajevega sina; Aeropusa II., stric, regent in Orestov morilec; Pavzanij, sin Aeropa II. in Aminta II., ki je bil poročen z najmlajšo hčerko Arhelaja I.. O tem burnem obdobju je znanega zelo malo; končalo se je, ko je Aminta III. (vladal 393–370 pr. n. št.), Arhidajev sin in vnuk Aminte I., ubil Pavzanija in zahteval makedonski prestol.
Amintas III. je bil prisiljen pobegniti iz svojega kraljestva leta 393 ali 383 pr. n. št. (na podlagi nasprotujočih si poročil) zaradi množične invazije ilirskih Dardanov, ki jih je vodil Bardilis. Pretendent za prestol Argej je vladal v njegovi odsotnosti, vendar se je Aminta III. sčasoma vrnil v svoje kraljestvo s pomočjo tesalskih zaveznikov.[48] Aminto III. so skoraj strmoglavile sile halkidijskega mesta Olintos, toda s pomočjo Televtija, brata špartanskega kralja Agesilaja II., so Makedonci prisilili Olint, da se je predal in leta 379 pr. n. št. razpustili svojo Halkidsko zvezo.
Aleksander II. Makedonski (vladal 370–368 pr. n. št.), sin Evridike I. in Aminta III., je nasledil svojega očeta in nemudoma vdrl v Tesalijo, da bi začel vojno proti tagusu (vrhovni tesalski vojskovodja) Aleksandru Ferskemu in zavzel mesto Lariso. Tesalci, ki so želeli odstraniti Aleksandra II. in Aleksandra Ferskega kot svojih vladarjev, so zaprosili za pomoč Pelopida iz Teb; uspelo mu je ponovno zavzeti Lariso in v mirovnem sporazumu z Makedonijo sprejel plemiške talce, vključno z bratom Aleksandra II. in bodočim kraljem Filipom II. (vladal 359–336 pr. n. št.). Ko je Aleksandra ubil njegov svak Ptolemaj Alorski, je slednji deloval kot prevladujoč regent Perdike III. (vladal 368–359 pr. n. št.), mlajšega brata Aleksandra II., ki je na koncu dal Ptolemaja usmrtiti, ko je postal polnoleten leta 365 pr. n. št.. Preostanek vladavine Perdika III. je zaznamovala politična stabilnost in finančno okrevanje. Vendar je atenska invazija pod vodstvom Timoteja, Kononovega sina, uspela zavzeti Metone in Pidno, Ilirska invazija, ki jo je vodil Bardilis, pa je v bitki uspela ubiti Perdika III. in 4000 makedonskih vojakov.

### Vzpon Makedonije
Filip II. je bil star štiriindvajset let, ko je leta 359 pr. n. št. zasedel prestol.  Z uporabo spretne diplomacije mu je uspelo prepričati Tračane pod Berisadom, da so prenehali podpirati Pavzanija, pretendenta za prestol, in Atence, da so prenehali podpirati drugega pretendenta. To je dosegel tako, da je podkupil Tračane in njihove peonijske zaveznike ter sklenil pogodbo z Atenami, ko se je odrekel zahtevam po Amfipolu. Uspelo mu je skleniti tudi mir z Iliri, ki so ogrožali njegove meje.
Filip II. je svoja prva leta radikalno preoblikoval makedonsko vojsko. Reforma njegove organizacije, opreme in usposabljanja, vključno z uvedbo makedonske falange, oborožene z dolgimi sulicami (t. i. sarisa), se je takoj izkazala za uspešno, ko jo je preizkusil proti ilirskim in peonijskim sovražnikom. Zmedeni zapisi v starodavnih virih so sodobne učenjake pripeljali do razprave o tem, koliko so lahko kraljevi predhodniki Filipa II. prispevali k tem reformam in v kolikšni meri so na njegove zamisli vplivala njegova mladostniška leta ujetništva v Tebah kot politični talec med tebansko hegemonijo, zlasti po srečanju z generalom Epaminondom.
Makedonci so, tako kot drugi Grki, tradicionalno izvajali monogamijo, Filip II. pa je izvajal poligamijo in se poročil s sedmimi ženami z morda samo eno, ki ni vključevala zvestobe njegovih aristokratskih podložnikov ali novih zaveznikov. Njegov prvi zakon je bil s Philo iz Elimeia iz zgornjemakedonske aristokracije in ilirska princesa Avdata, da bi zagotovila zakonsko zvezo. Da bi sklenil zavezništvo z Lariso v Tesaliji, se je leta 358 pr. n. št. poročil s tesalsko plemkinjo Filino, ki mu je rodila sina, ki bo pozneje vladal kot  Filip III. Arhidej (vladal 323–317 pr. n. št.). Leta 357 pr. n. št. se je poročil z Olimpijo, da bi sklenil zavezništvo z Aribom, epirskim kraljem in Molosi. V tej poroki bi se rodil sin, ki bi kasneje vladal kot Aleksander III. (bolj znan kot Aleksander Veliki) in trdil, da je potomec legendarnega Ahila po njegovi dinastični dediščini iz Epira. Ni jasno, ali so ahemenidski perzijski kralji vplivali na prakso poligamije Filipa II., čeprav je imel njegov predhodnik Aminta III. tri sinove z možno drugo ženo Gigejo: Arhelaja, Arhidaja in Menelaja. Filip II. je dal Arhelaja usmrtiti leta 359 pr. n. št., medtem ko sta druga dva polbrata Filipa II. pobegnila na Olintos in služila kot casus belli v olintski vojni (349–348 pr. n. št.) proti halkidski ligi.
Medtem ko so bile Atene zaposlene z zavezniško vojno (357–355 pr. n. št.), jim je Filip II leta 357 pr. n. št. ponovno zavzel Amfipolis in naslednje leto ponovno zavzel Pidno in Potidejo, slednjo pa je predal Halkidijski ligi, kot je bilo obljubljeno v pogodbi. Leta 356 pr. n. št. je zavzel Crenides in ga preustanovil v Filipe, medtem ko je njegov vojskovodja Parmenion premagal ilirskega kralja Grabosa II., kralja Grabajev. Med obleganjem Metona med leti 355–354 pr. n. št. je Filip II. izgubil desno oko zaradi rane s puščico, vendar mu je uspelo zavzeti mesto in je s prebivalci ravnal prisrčno, za razliko od Potidajcev, ki so bili zasužnjeni.
Filip II. je nato vpletel Makedonijo v tretjo sveto vojno (356–346 pr. n. št.). Začelo se je, ko je Fokida zavzela in oropala Apolonov tempelj v Delfih, namesto da bi plačala neplačano globo, zaradi česar je Amfiktionska liga Fokidi napovedala vojno in državljansko vojno med člani Tesalske lige, ki so bili povezani s Fokido ali Tebami. Prvotni pohod Filipa II. proti Feri v Tesaliji leta 353 pr. n. št. po naročilu Larise se je končal z dvema katastrofalnima porazoma fokijskega generala Onomarha. Filip II. je leta 352 pr. n. št. v bitki pri Krokoškem polju premagal Onomarha, kar je vodilo do izvolitve Filipa II. za voditelja (arhonta) Tesalske lige mu je zagotovila sedež v Amfiktionskem svetu in omogočila zakonsko zvezo s Fero s poroko z Nicezipolis, nečakinjo tirana Jazona iz Fere.
Filip II. je bil zgodaj vpleten v Ahemenidsko cesarstvo, zlasti s podpiranjem satrapov in plačancev, ki so se uprli centralni oblasti ahemenidskega kralja. Satrap helespontinske Frigije Artabaz II., ki se je uprl Artakserksu III., se je lahko kot izgnanec zatekel na makedonski dvor od 352 do 342 pr. n. št. V izgnanstvu sta ga spremljala njegova družina in general plačancev Memnon z Rodosa. Barsine, Artabazova hči in bodoča žena Aleksandra Velikega, je odraščala na makedonskem dvoru.
Po kampanji proti tračanskemu vladarju Kersobleptu leta 349 pr. n. št. je Filip II. začel svojo vojno proti Halkidski ligi, ki je bila ponovno ustanovljena leta 375 pr. n. št. po začasnem razpadu. Kljub atenskemu posredovanju Haridemusa je Filip II. leta 348 pr. n. št. zavzel Olint in njegove prebivalce, vključno z nekaterimi atenskimi državljani, prodal v suženjstvo.  Atenci, zlasti v seriji Demostenovih govorov, znanih kot Olintijci, niso bili uspešni pri prepričevanju svojih zaveznikov v protinapad in so leta 346 pr. n. št. sklenili pogodbo z Makedonijo, znano kot Filokratov mir. Pogodba je določala, da se bodo Atene odpovedale zahtevam po makedonskih obalnih ozemljih, Halkidiki in Amfipolu v zameno za izpustitev zasužnjenih Atenčanov ter jamčila, da Filip II. ne bo napadel atenskih naselbin v Tračanskem Hersonezu. Medtem so Fokido in Termopile zavzele makedonske sile, delfski tempeljski roparji so bili usmrčeni, Filip II. pa je dobil dva fokijska sedeža v Amfiktionskem svetu in položaj poveljnika slovesnosti nad Pitijskimi igrami. Atene so sprva nasprotovale njegovemu članstvu v svetu in protestno zavrnile udeležbo na igrah, vendar so sčasoma sprejele te pogoje, morda po prepričevanju Demostena v njegovem govoru O miru.
V naslednjih nekaj letih je Filip II. reformiral lokalno vlado v Tesaliji, se boril proti ilirskemu vladarju Plevratu I., odstavil Ariba v Epiru v korist svojega svaka Aleksandra I. (prek poroke Filipa II. z Olimpijo) in porazil Kerseblepta v Trakiji. To mu je omogočilo razširitev makedonskega nadzora nad Helespontom v pričakovanju invazije na ahemenidsko Anatolijo. Leta 342 pr. n. št. je Filip II. osvojil tračansko mesto v današnji Bolgariji in ga preimenoval v Filipopolis (sodobni Plovdiv). Leta 340 pr. n. št. je izbruhnila vojna z Atenami, medtem ko je bil Filip II. vpleten v dve dokončno neuspešni obleganji Perinta in Bizanca, čemur je sledila uspešna kampanja proti Skitom ob Donavi in vpletenost Makedonije v četrto sveto vojno proti Amfisi leta 339 pr. n. št. Tebe so izgnale makedonsko posadko iz Nikeje (blizu Termopil), zaradi česar so se Tebe pridružile Atenam, Megari, Korintu, Ahaji in Evboji v končnem spopadu z Makedonijo v bitki pri Heroneji leta 338 pr. n. št.. Po makedonski zmagi pri Heroneji je Filip II. v Tebah postavil oligarhijo, vendar je bil popustljiv do Aten, saj je želel uporabiti njihovo mornarico v načrtovani invaziji na Ahemenidsko cesarstvo. Nato je bil glavni odgovoren za oblikovanje Korintske lige, ki je vključevala glavne grške mestne države razen Šparte. Kljub uradni izključitvi Kraljevine Makedonije iz lige je bil leta 337 pr. n. št. Filip II. izvoljen za vodjo (hegemona) njenega sveta (synedrion) in vrhovnega poveljnika (strategos autokrator) prihajajoče akcije za napad na Ahemenide. Filipov načrt za kaznovanje Perzijcev za trpljenje Grkov in osvoboditev grških mest v Mali Aziji ter morda panhelenski strah pred novo perzijsko invazijo na Grčijo sta prispevala k njegovi odločitvi za napad na Ahemenidsko cesarstvo. Perzijci so v letih 341–340 pr. n. št. ponudili pomoč Perintu in Bizancu, s čimer so poudarili strateško potrebo Makedonije, da zavaruje Trakijo in Egejsko morje pred vse večjim posegom Ahemenidov, ko je perzijski kralj Artakserks III. še bolj utrdil svoj nadzor nad satrapijami v zahodni Anatoliji. Slednjo regijo, ki je prinašala veliko več bogastva in dragocenih virov kot Balkan, je želel tudi makedonski kralj zaradi njenega čistega gospodarskega potenciala.
Ko se je Filip II. poročil s Kleopatro Evridiko, nečakinjo generala Atala, so pogovori o zagotovitvi novih potencialnih dedičev na poročni pojedini razjezili Filipovega sina Aleksandra, veterana bitke pri Heroneji, in njegovo mater Olimpijo. Skupaj sta pobegnila v Epir, preden je Filip II. Aleksandra odpoklical v Pelo. Ko je Filip II. uredil poroko med svojim sinom Arhidaeusom in Ado iz Karije, hčerko Piksodara, perzijskega satrapa Karije, je Aleksander posredoval in predlagal, da se namesto tega poroči z Ado. Filip II. je nato v celoti odpovedal poroko in izgnal Aleksandrove svetovalce Ptolemaja, Nearha in Harpala.[91] Da bi se spravil z Olimpijo, je Filip II. dal njuno hčer Kleopatro poročiti z Olimpijinim bratom (in Kleopatrinim stricem) Aleksandrom I. Epirskim, vendar je Filipa II. med njuno poroko ubil njegov telesni stražar Pavzanij iz Orestisa, nasledil pa ga je Aleksander leta 336 pr. n. št.

### Makedonski imperij (334–323 pr. n. št.)
Sodobni učenjaki so se prepirali o možni vlogi Aleksandra III. Velikega in njegove matere Olimpije pri atentatu na Filipa II., pri čemer so opozorili na odločitev slednjega, da Aleksandra izključi iz njegove načrtovane invazije na Azijo, namesto tega pa se odloči, da deluje kot regent Grčije in namestnik hegemona Korintske lige ter morebitno rojstvo še enega moškega dediča med Filipom II. in njegovo novo ženo, Kleopatro Evridiko. [opomba 8] Aleksandra III. (vladal 336–323 pr. n. št.) je skupščina vojske in vodilnih aristokratov takoj razglasila za kralja, med katerimi sta bila glavna Antipater in Parmenion.[93] Do konca svoje vladavine in vojaške kariere leta 323 pr. n. št. bi Aleksander vladal imperiju, ki so ga sestavljale celinska Grčija, Mala Azija, Levant, Stari Egipt, Mezopotamija, Perzija in velik del Srednje in Južne Azije (tj. moderni Pakistan). Med njegovimi prvimi dejanji je bil pokop očeta v Aigai. Člani Korintske lige so se ob novici o smrti Filipa II. uprli, vendar so bili kmalu zadušeni z vojaško silo in prepričljivo diplomacijo, tako da so Aleksandra izvolili za hegemona lige, da izvede načrtovano invazijo na Ahemenidsko Perzijo.
Leta 335 pr. n. št. se je Aleksander boril proti tračanskemu plemenu Tribali pri Haemus Monsu in ob Donavi ter jih prisilil v predajo na otoku Peuce. Kmalu zatem je ilirski kralj Klejt, kralj Dardancev grozil z napadom na Makedonijo, vendar je Aleksander prevzel pobudo in jih oblegal pri Pelionu (v današnji Albaniji). Ko so se Tebe znova uprle Korintski ligi in so oblegale makedonsko garnizijo v Kadmeji, je Aleksander zapustil ilirsko fronto in odkorakal v Tebe, ki jih je oblegal. Potem ko so prebile obzidje, so Aleksandrove sile ubile 6000 Tebancev, 30.000 prebivalcev vzele kot vojne ujetnike in mesto požgale do tal kot opozorilo, ki je prepričalo vse druge grške države razen Šparte, da Aleksandra ne izzivajo več.
Skozi svojo vojaško kariero je Aleksander zmagal v vseh bitkah, ki jim je osebno poveljeval. Njegova prva zmaga proti Perzijcem v Mali Aziji v bitki pri Graniku leta 334 pr. n. št. je uporabila majhen kontingent konjenice kot odvračanje pozornosti, da bi njegovi pehoti omogočila prečkanje reke, čemur je sledil napad konjenice njegove spremljevalne konjenice. Aleksander je vodil konjenico v bitki pri Isu leta 333 pr. n. št. in tako prisilil perzijskega kralja Dareja III. in njegovo vojsko v beg. Darej III. je bil kljub številčni premoči ponovno prisiljen pobegniti pred bitko pri Gavgameli leta 331 pr. n. št..Perzijskega kralja je pozneje leta 330 pr. n. št. ujel in usmrtil njegov baktrijski satrap in sorodnik Bes. Makedonski kralj je nato ulovil in usmrtil Besa v današnjem Afganistanu ter pri tem zavaroval regijo Sogdijo. V bitki pri Hidaspu (današnji Pandžab) leta 326 pr. n. št., ko so bojni sloni kralja Porusa iz rodu Pauravas grozili Aleksandrovim četam, jih je dal oblikovati odprte vrste, da so obkolili slone in s svojimi sulicami sarisa pregnali njihove vodnike. Ko so njegove makedonske čete leta 324 pr. n. št. grozile z uporom pri Opisu v Babiloniji (blizu sodobnega Bagdada v Iraku), je Aleksander namesto tega ponudil makedonske vojaške naslove in večje odgovornosti perzijskim častnikom in enotam, zaradi česar so svoje čete prisilile, da so prosile za odpuščanje na inscenirani banketi sprave med Perzijci in Makedonci.
Aleksander je morda spodkopal svojo vladavino z izkazovanjem znakov megalomanije. Medtem ko je uporabljal učinkovito propagando, kot je presekanje gordijskega vozla, se je tudi poskušal prikazati kot živi bog in Zevsov sin po obisku preročišča v Sivi v libijski puščavi (v današnjem Egiptu) leta 331 pr. n. št.  Njegov poskus leta 327 pred našim štetjem, da bi se njegovi možje poklonili pred njim v Balhi v dejanju proskineze, izposojenem od perzijskih kraljev, so njegovi makedonski in grški podložniki zavrnili kot versko bogokletje, potem ko je njegov dvorni zgodovinar Kalisten zavrnil izvedbo tega obreda. Ko je Aleksander dal umoriti Parmeniona v Ecbatani (blizu današnjega Hamadana, Iran) leta 330 pr. n. št., je bilo to po Erringtonu »simptomatično za vedno večji prepad med interesi kralja ter interesi njegove države in ljudstva«. Dawn L. Gilley in Ian Worthington sta njegov umor Klejta leta 328 pr. n. št. opisala kot »maščevalen in nepremišljen«. Aleksander je nadaljeval s poligamnimi navadami svojega očeta in spodbujal svoje moške, naj se poročijo z domačinkami v Aziji, pri čemer je bil zgled, ko se je poročil z Roksano, sogdijsko princeso iz Baktrije. Nato se je poročil s Stateiro II., najstarejšo hčerko Dareja III., in Parisatido II., najmlajšo hčerko Artakserksa III., na porokah v Suzi leta 324 pr. n. št..
Medtem je v Grčiji špartanski kralj Agis III. poskušal voditi upor Grkov proti Makedoniji. Leta 331 pred našim štetjem ga je v bitki pri Megalopolisu premagal Antipater, ki je služil kot regent Makedonije in namestnik hegemona Korintske lige namesto Aleksandra. Preden se je Antipater podal na pohod na Peloponez, so Memnona, guvernerja Trakije, z uporabo diplomacije odvrnili od upora. Antipater je preložil kazen Šparte na Korintsko zvezo, ki jo je vodil Aleksander, ki je na koncu Špartance oprostil pod pogojem, da predložijo petdeset plemičev kot talce. Antipatrova hegemonija je bila nekoliko nepriljubljena v Grčiji zaradi njegove prakse (morda po Aleksandrovem ukazu) izganjanja nezadovoljnih in garnizij v mestih z makedonskimi četami, vendar je še leta 330 pr. n. št. Aleksander razglasil, da bodo tiranije, ki so bile nameščene v Grčiji, odpravljene in da bo grška svoboda obnovljena
Ko je Aleksander Veliki umrl pri Babilonu leta 323 pr. n. št., je njegova mati Olimpija takoj obtožila Antipatra in njegovo frakcijo, da sta ga zastrupila, čeprav ni dokazov, ki bi to potrdili. Brez uradnega dediča se je makedonsko vojaško poveljstvo razdelilo, pri čemer je ena stran za kralja razglasila Aleksandrovega polbrata Filipa III. Arhidaja (vladal 323–317 pr. n. št.), druga pa se je postavila na stran mladega sina Aleksandra in Roksane, Aleksandra IV. (323–309 pr. n. št.). Razen Eubejcev in Beocijcev so se tudi Grki takoj dvignili v upor proti Antipatru, znan kot Lamijska vojna (323–322 pr. n. št.). Ko je bil Antipater leta 323 pr. n. št. poražen v bitki pri Termopilah, je pobegnil v Lamijo, kjer ga je oblegal atenski poveljnik Leosten. Makedonska vojska, ki jo je vodil Leonat, je rešila Antipatra tako, da je prekinila obleganje. Antipater je premagal upor, vendar je njegova smrt leta 319 pr. n. št. povzročila praznino v oblasti, v kateri sta dva razglašena kralja Makedonije postala kmeta v boju za oblast med diadohi, nekdanjimi generali Aleksandrove vojske.
Takoj po Aleksandrovi smrti se je v Babilonu sestal vojaški svet, ki je imenoval Filipa III. za kralja in hiliarha Perdiko za njegovega regenta. Antipater, Antigon I. Monoftalm, Krater in Ptolemaj so oblikovali koalicijo proti Perdiki v državljanski vojni, ki jo je sprožil Ptolemajev zaseg mrliškega voza Aleksandra Velikega. Perdika so leta 321 pr. n. št. umorili njegovi lastni častniki med neuspešnim pohodom v Egipt proti Ptolemaju, kjer se je njegov pohod ob reki Nil končal z utopitvijo 2000 njegovih mož. Čeprav je Evmen iz Kardije uspel ubiti Kratera v bitki, je to imelo malo ali nič vpliva na izid leta 321 pr. n. št. delitve Triparadisa v Siriji, kjer je zmagovita koalicija rešila vprašanje novega regentstva in ozemeljskih pravic. Antipater je bil imenovan za regenta nad obema kraljema. Preden je Antipater leta 319 pr. n. št. umrl, je za svojega naslednika imenoval zvestega Argeadu Poliperhona, pri čemer se je izognil lastnemu sinu Kasandru in ignoriral pravico kralja, da izbere novega regenta (ker je Filip III. veljal za duševno nestabilnega), s čimer je dejansko zaobšel tudi vojaški svet.
Ko je Kasander sklenil zavezništvo s Ptolemajem, Antigonom in Lizimahom, je Kasander naročil svojemu častniku Nikanorju zavzeti trdnjavo Munichia v atenskem pristaniškem mestu Pirej v nasprotju s Poliperhonovim odlokom, da morajo biti grška mesta osvobojena makedonskih garnizij, kar je sprožilo drugo vojno Diadohov (319). –315 pr. n. št.). Glede na vrsto vojaških neuspehov Poliperhona ga je Filip III. leta 317 pr. n. št. prek svoje politično angažirane žene Evridike II. Makedonske uradno zamenjal za regenta s Kasandrom. Nato je Poliperhon obupano iskal pomoč pri Olimpiji v Epiru. Združene sile Epirotov, Etolcev in Poliperhonovih čet so vdrle v Makedonijo in prisilile k predaji Filipa III. in Evridikino vojsko, kar je Olimpiji omogočilo, da je usmrtila kralja in njegovo kraljico prisilila k samomoru. Olimpija je nato dala ubiti Nikanorja in desetine drugih makedonskih plemičev, toda do pomladi 316 pr. n. št. je Kasander premagal njene sile, jo ujel in ji sodil za umor, preden jo je obsodil na smrt.
Kasander se je poročil s hčerko Filipa II. Tesaloniko in za kratek čas razširil makedonsko oblast v Ilirijo do Epidamnosa (današnji Drač, Albanija). Do leta 313 pr. n. št. ga je ponovno zavzel ilirski kralj Glavkij Taulantijev. Do leta 316 pr. n. št. je Antigon zavzel ozemlje Evmena in uspel izgnati Selevka Nikatorja iz njegove babilonske satrapije, zaradi česar so Kasander, Ptolemaj in Lizimah leta 315 pr. n. št. izdali skupni ultimat Antigonu, naj preda različna ozemlja v Aziji. Antigon se je nemudoma povezal s Poliperhonom, ki je zdaj živel v Korintu, in Kasandru izdal svoj ultimat, v katerem ga je obtožil umora zaradi usmrtitve Olimpije in zahteval, da izroči kraljevo družino, kralja Aleksandra IV. in kraljico mater Roksano. Spopad, ki je sledil, je trajal do zime 312/311 pr. n. št., ko je nova mirovna poravnava priznala Kasandra kot generala Evrope, Antigona kot "prvega v Aziji", Ptolemaja kot generala Egipta in Lizimaha kot generala Trakije. Kasander je pozimi 311/310 pr. n. št. dal usmrtiti Aleksandra IV. in Roksano, med letoma 306 in 305 pr. n. št. pa so diadohe razglasili za kralja svojih ozemelj.

### Helenizem (323–146 pr. n. št.)
Začetek Helenistične Grčije je zaznamoval boj med rodbino Antipatridov, ki jo je najprej vodil Kasander (vladal 305–297 pr. n. št.), Antipatrov sin, in rodbino Antigonidov, ki jo je vodil makedonski general Antigon I. Monoftalm (vladal 306– 301 pr. n. št.) in njegov sin, bodoči kralj Demetrij I. (vladal 294–288 pr. n. št.). Kasander je leta 303 pr. n. št. oblegal Atene, vendar se je bil prisiljen umakniti v Makedonijo, ko je Demetrij vdrl v Beotijo v njegovo zaledje in mu poskušal presekati pot do umika. Medtem ko sta Antigon in Demetrij poskušala poustvariti Helensko zvezo Filipa II. s samim seboj kot dvojnim hegemonom, je oživljena koalicija Kasandra, Ptolemaja I. Soterja (vladal 305–283 pr. n. št.) iz egiptovske dinastije Ptolemajev, Selevka I. Nikatorja (vladal 305–281 pr. n. št.) Selevkidskega cesarstva in Lizimah (vladal 306–281 pr. n. št.), traški kralj, je premagal Antigonide v bitki pri Ipsu leta 301 pr. n. št., pri čemer je ubil Antigona in Demetrija prisilil v beg.
Kasander je umrl leta 297 pr. n. št. in njegov bolehni sin Filip IV. je umrl istega leta, nasledila sta ga druga Kasandrova sinova Aleksander V. Makedonski (vladal 297–294 pr. n. št.) in Antipater II. Makedonski (vladal 297–294 pr. n. št.) s svojo materjo Tesaloniko Makedonsko kot regentka. Medtem ko se je Demetrij boril proti antipatridskim silam v Grčiji, je Antipater II. ubil lastno mater, da bi pridobil oblast. Njegov obupani brat Aleksander V- je nato zaprosil za pomoč Pira Epirskega (vladal 297–272 pr. n. št.), ki se je boril skupaj z Demetrijem v bitki pri Ipsu, vendar je bil poslan v Egipt kot talec kot del dogovora med Demetrijem in Ptolemajem I.[137] V zameno za poraz sil Antipatra II. in njegovo prisilo v beg na dvor Lizimaha v Trakiji je Pir dobil najzahodnejše dele makedonskega kraljestva. Demetrij je dal ubiti svojega nečaka Aleksandra V. in bil nato razglašen za kralja Makedonije, vendar so njegovi podložniki protestirali proti njegovi odmaknjeni avtokraciji v vzhodnem slogu.
Vojna med Pirom in Demetrijem je izbruhnila leta 290 pr. n. št., ko ga je Lanassa, Pirova žena, Agatoklesova hči iz Sirakuz, zapustila zaradi Demetrija in mu ponudila svojo doto Korkiro. Vojna se je vlekla do leta 288 pr. n. št., ko je Demetrij izgubil podporo Makedoncev in pobegnil iz države. Makedonijo sta nato razdelila Pir in Lizimah, prvi je vzel zahodno Makedonijo, drugi pa vzhodno. Do leta 286 pr. n. št. je Lizimah pregnal Pira in njegove sile iz Makedonije. Leta 282 pr. n. št. je izbruhnila nova vojna med Selevkom I. in Lizimahom; slednji je bil ubit v bitki pri Korupedionu, kar je Selevku I. omogočilo, da je prevzel nadzor nad Trakijo in Makedonijo. V dveh dramatičnih preobratih usode je Selevka I. leta 281 pr. n. št. ubil njegov častnik Ptolemaj Keravn, sin Ptolemaja I. in Antipatrov vnuk, ki je bil nato razglašen za kralja Makedonije, preden so ga v bitki leta 279 pr. n. št. ubili keltski zavojevalci v Galskem invazija Grčije. Makedonska vojska je generala Sostena Makedonskega razglasila za kralja, čeprav je ta naziv očitno zavrnil. Potem ko je premagal galskega vladarja Bolgia in pregnal plenilsko skupino Brena, je Sosten umrl in pustil kaotično situacijo v Makedoniji. Galski osvajalci so pustošili po Makedoniji, dokler jih Antigon Gonatas, Demetrijev sin, ni premagal v Trakiji v bitki pri Lizimahiji leta 277 pr. n. št. in bil nato razglašen za kralja Antigona II. Makedonskega (vladal 277–274, 272–239 pr. n. št.).
Leta 280 pr. n. št. se je Pir podal v pohod v Magna Graecia (tj. južna Italija) proti Rimski republiki, znan kot Pirova vojna, čemur je sledila njegova invazija na Sicilijo. Ptolemaj Keravn si je zagotovil položaj na makedonskem prestolu tako, da je Piru za ta podvig dal pet tisoč vojakov in dvajset bojnih slonov. Pir se je vrnil v Epir leta 275 pr. n. št. po končnem neuspehu obeh pohodov, kar je prispevalo k vzponu Rima, ker so grška mesta v južni Italiji, kot je Tarent, zdaj postala rimska zaveznika. Pir je vdrl v Makedonijo leta 274 pr. n. št., premagal večinoma plačano vojsko Antigona II. v bitki pri Aousu leta 274 pr. n. št. in ga pregnal iz Makedonije, zaradi česar je moral poiskati zatočišče s svojo pomorsko floto v Egejskem morju.
Pir je izgubil veliko podpore med Makedonci leta 273 pr. n. št., ko so njegovi neobvladljivi galski plačanci oropali kraljevo pokopališče Aigai. Pir je zasledoval Antigona II. na Peloponezu, vendar je Antigonu II. končno uspelo ponovno zavzeti Makedonijo. Pir je bil med obleganjem Argosa leta 272 pr. n. št. ubit, kar je Antigonu II. omogočilo, da si povrne preostanek Grčije. Nato je obnovil argeadske dinastične grobove v Aigai in priključil kraljestvo Peonija.
Etolska zveza je ovirala nadzor Antigona II. nad osrednjo Grčijo, oblikovanje Ahajske zveze leta 251 pr. n. št. pa je potisnilo makedonske sile z večjega dela Peloponeza in včasih vključilo Atene in Šparto. Medtem ko se je Selevkidsko cesarstvo povezalo z antigonidsko Makedonijo proti Ptolemajskemu Egiptu med sirskimi vojnami, je Ptolemajska mornarica močno zmotila prizadevanja Antigona II., da bi nadzoroval celinsko Grčijo. S pomočjo ptolemajske mornarice je atenski državnik Hremonid vodil upor proti makedonski oblasti, znan kot Kremonidska vojna (267–261 pr. n. št.). Do leta 265 pr. n. št. so Atene obkolile in oblegale sile Antigona II., ptolemajsko ladjevje pa je bilo poraženo v bitki pri Kosu. Atene so se končno predale leta 261 pr. n. št.. Potem ko je Makedonija sklenila zavezništvo s selevkidskim vladarjem Antiohom II., je bil leta 255 pr. n. št. končno sklenjen mirovni sporazum med Antigonom II. in Ptolemajem II. Filadelfom iz Egipta.
Leta 251 pr. n. št. je Arat iz Sikiona vodil upor proti Antigonu II., leta 250 pr. n. št. pa je Ptolemaj II. izjavil, da podpira samooklicanega kralja Aleksandra Korintskega. Čeprav je Aleksander umrl leta 246 pr. n. št. in je Antigon uspel doseči pomorsko zmago proti Ptolemajcem pri Androsu, so Makedonci leta 243 pr. n. št. izgubili Akrokorint zaradi Aratovih sil, čemur je sledila vključitev Korinta v Ahajsko zvezo. Antigon II. je sklenil mir z Ahajsko zvezo leta 240 pr. n. št. in odstopil ozemlja, ki jih je izgubil v Grčiji. Antigon II. je umrl leta 239 pr. n. št. in nasledil ga je njegov sin Demetrij II. Makedonski (vladal 239–229 pr. n. št.). V iskanju zavezništva z Makedonijo za obrambo pred Etolci je kraljica mati in regentka Epira, Olimpija II., ponudila svojo hčer Ftijo Makedonsko Demetriju II. Ta je sprejel njen predlog, vendar je pokvaril odnose s Selevkidi z ločitvijo od Stratonice Makedonske. Čeprav so Etolci zaradi tega sklenili zavezništvo z Ahajsko zvezo, je Demetriju II. leta 236 pr. n. št. uspelo vdreti v Beotijo in jo prevzeti od Etolcev.
Ahajska zveza je leta 235 pr. n. št. uspela zavzeti Megalopolis in do konca vladavine Demetrija II. je bila večina Peloponeza razen Argosa odvzeta Makedoncem. Demetrij II. je prav tako izgubil zaveznika v Epiru, ko je bila monarhija strmoglavljena v republikanski revoluciji. Demetrij II. je prosil za pomoč ilirskega kralja Agrona za obrambo Akarnanije pred Etolijo in leta 229 pr. n. št. jim je uspelo poraziti združeno mornarico Etolske in Ahajske zveze v bitki pri Paksosu. Drugi ilirski vladar, Longar iz Dardanskega kraljestva, je vdrl v Makedonijo in premagal vojsko Demetrija II. malo pred njegovo smrtjo leta 229 pr. n. št.. Čeprav je njegov mladi sin Filip takoj podedoval prestol, je vojska razglasila njegovega regenta Antigona III. Dosona (vladal 229–221 pr. n. št.), nečaka Antigona II., za kralja, Filip pa je bil njegov dedič, po nizu vojaških zmag proti Iliri na severu in Etolci v Tesaliji.
Aratus je leta 226 pr. n. št. poslal veleposlaništvo k Antigonu III., da bi sklenil nepričakovano zavezništvo zdaj, ko je reformistični kralj Kleomen III. iz Šparte grozil preostali Grčiji v kleomenski vojni (229–222 pr. n. št.). V zameno za vojaško pomoč je Antigon III. zahteval vrnitev Korinta pod makedonsko oblast, s čimer je leta 225 pr. n. št. končno privolil Arat. Leta 224 pred našim štetjem so sile Antigona III. Šparti zavzele Arkadijo. Potem ko je ustanovil grško ligo v istem duhu kot korintsko ligo Filipa II., mu je uspelo premagati Šparto v bitki pri Selasiji leta 222 pr. n. št.. Šparto je prvič v njeni zgodovini okupirala tuja sila, s čimer je Makedonija ponovno dobila položaj vodilne sile v Grčiji. Antigon je umrl leto kasneje, morda zaradi tuberkuloze, in pustil za seboj močno helenistično kraljestvo svojemu nasledniku Filipu V.
Filip V. Makedonski (vladal 221–179 pr. n. št.) se je soočil z neposrednimi izzivi njegove oblasti s strani Ilirskih Dardancev in Etolske zveze. Filip V. in njegovi zavezniki so bili uspešni proti Etolcem in njihovim zaveznikom v socialni vojni (220–217 pr. n. št.), vendar je sklenil mir z Etolci, ko je izvedel za vdore Dardancev na severu in zmago Kartažanov nad Rimljani pri bitka pri Trazimenskem jezeru leta 217 pr. n. št.. Demetrij iz Fara naj bi prepričal Filipa V., naj najprej zavaruje Ilirijo pred invazijo na italijanski polotok. Leta 216 pr. n. št. je Filip V. poslal sto lahkih vojnih ladij v Jadransko morje, da bi napadle Ilirijo, kar je bila poteza, ki je Skerdilajda iz Ardijejskega kraljestva spodbudil, da se je obrnil na Rimljane za pomoč. Rim se je odzval tako, da je z rimske Sicilije poslal deset težkih kvinkverem, da patruljirajo na obalah Ilirije, zaradi česar je Filip V obrnil smer in svojemu ladjevju ukazal umik, s čimer je zaenkrat preprečil odprt spopad.

## Ustanove

### Delitev oblasti
Na čelu makedonske vlade je bil kralj (basileus). Vsaj od vladavine Filipa II. so kralju pomagali kraljevi paži (basilikoi paides), telesni stražarji (somatophylakes), spremljevalci (hetairoi), prijatelji (philoi), skupščina, ki je vključevala pripadnike vojske in (v helenističnem obdobju) sodnike. Manjkajo dokazi o tem, v kolikšni meri si je vsaka od teh skupin delila oblast s kraljem ali je imel njihov obstoj podlago v uradnem ustavnem okviru. Pred vladavino Filipa II. je bila edina institucija, podprta z besedilnimi dokazi, monarhija.

### Kraljevstvo in kraljevi dvor
Najzgodnejša znana vlada v starodavni Makedoniji je bila monarhija, ki je trajala do leta 167 pred našim štetjem, ko so jo ukinili Rimljani. Makedonska dedna monarhija je obstajala vsaj od časa arhaične Grčije, s homerskimi aristokratskimi koreninami v mikenski Grčiji. Tukidid je zapisal, da je bila Makedonija v prejšnjih obdobjih razdeljena na majhne plemenske regije, od katerih je imela vsaka svojega malega kralja, plemena Spodnje Makedonije pa so se sčasoma združila pod enim velikim kraljem, ki je izvajal oblast kot vrhovni gospodar nad manjšimi kralji Zgornje Makedonije. Neposredna linija dedovanja od očeta do sina je bila prekinjena po atentatu na Oresta Makedonskega leta 396 pr. n. št. (domnevno s strani njegovega regenta in naslednika Aeropa II. Makedonskega), kar je zameglilo vprašanje, ali je bila primogenitura ustaljena navada ali je obstajala ustavna pravica, da skupščina vojske ali ljudstva izbere drugega kralja. Ni jasno, ali so imeli moški potomci makedonskih kraljic ali soprog vedno prednost pred drugimi glede na pristop Arhelaja I. Makedonskega, sina Perdike II. Makedonskega in sužnje, čeprav je Arhelaj nasledil prestol po umoru očetovega imenovanega dediča.
Znano je, da so makedonski kralji pred Filipom II. podpirali privilegije in opravljali dolžnosti gostovanja tujih diplomatov, določali zunanjo politiko kraljevine in se pogajali o zavezništvih s tujimi silami. Po grški zmagi pri Salamini leta 480 pr. n. št. je perzijski poveljnik Mardonij poslal Aleksandra I. Makedonskega v Atene kot glavnega odposlanca, da bi orkestriral zavezništvo med Ahemenidskim cesarstvom in Atenami. Odločitev o pošiljanju Aleksandra je temeljila na njegovi zakonski zvezi s plemiško perzijsko hišo in njegovem predhodnem uradnem razmerju z mestom-državo Atene. Zgodnji makedonski kralji so bili z lastništvom naravnih virov, vključno z zlatom, srebrom, lesom in kraljevo zemljo, sposobni podkupovati tuje in domače stranke z impresivnimi darili.
O sodnem sistemu starodavne Makedonije je malo znanega, razen da je kralj deloval kot glavni sodnik kraljestva. Makedonski kralji so bili tudi vrhovni poveljniki vojske. Filipa II. so zelo cenili tudi zaradi svojih dejanj pobožnosti, ko je služil kot veliki duhovnik naroda. Izvajal je dnevne obredne daritve in vodil verske praznike. Aleksander je posnemal različne vidike očetove vladavine, kot je podeljevanje zemlje in daril zvestim aristokratskim privržencem, vendar je izgubil nekaj temeljne podpore med njimi, ker je sprejel nekatere pasti vzhodnega, perzijskega monarha, »gospoda in gospodarja« kot Carol J. King predlaga namesto "soborca", kot je bil tradicionalni odnos makedonskih kraljev do njihovih spremljevalcev. Na Aleksandrovega očeta, Filipa II., so morda vplivale perzijske tradicije, ko je sprejel institucije, podobne tistim v Ahemenidskem kraljestvu, kot so kraljevi tajnik, kraljevi arhiv, kraljevi paži in sedeči prestol.

### Kraljevske strani
Kraljevi paži so bili najstniki in mladi moški, vpoklicani iz aristokratskih družin in so služili kraljem Makedonije morda od vladavine Filipa II. dalje, čeprav bolj trdni dokazi segajo v vladavino Aleksandra Velikega. vlogo v visoki politiki in so bili vpoklicani, da bi jih uvedli v politično življenje. Po obdobju usposabljanja in služenja naj bi paži postali člani kraljevih spremljevalcev in osebnega spremstva. Med njihovim usposabljanjem se je pričakovalo, da bodo paži čuvali kralja, ko je spal, mu oskrbovali konje, mu pomagali pri vzpenjanju konja, ga spremljali na kraljevih lovih in mu stregli med simpoziji (tj. uradnimi zabavami s pijačo). Čeprav je malo dokazov o kraljevih pažih v obdobju Antigonidov, je znano, da so nekateri od njih pobegnili s Perzejem Makedonskim na Samotrako po njegovem porazu od Rimljanov leta 168 pr. n. št.

### Telesni stražarji
Kraljevi telesni stražarji so služili kot najožji člani kralja na dvoru in na bojišču. Razdeljeni so bili v dve kategoriji: agema hypaspistai, vrsta starodavnih posebnih enot, ki jih je običajno štelo na stotine, in manjša skupina moških, ki jih je izbral kralj zaradi njihovih individualnih zaslug ali v čast plemiškim družinam, ki so jim pripadali. Zato številčno omejena telesna straža, ki je tvorila kraljev ožji krog, ni bila vedno odgovorna za varovanje kraljevega življenja na bojišču in izven njega; njihov naslov in položaj sta bila bolj znak razlikovanja, morda uporabljena za zadušitev rivalstva med plemiškimi hišami.

### Tovariši, prijatelji, sveti in skupščine
Spremljevalci, vključno z elitno spremljevalno konjenico in pezhetairoi pehoto, so predstavljali bistveno večjo skupino kot kraljevi telesni stražarji. Najbolj zaupanja vredni ali najvišje rangirani spremljevalci so oblikovali svet, ki je služil kot svetovalno telo kralju. Malo dokazov nakazuje na obstoj zbora vojske v času vojne in ljudskega zbora v času miru.
Člani sveta so imeli pravico svobodno govoriti, in čeprav ni neposrednih dokazov, da so glasovali o državnih zadevah, je jasno, da je bil kralj vsaj občasno pod pritiskom, da je pristal na njihove zahteve. Skupščina je očitno dobila pravico soditi o primerih veleizdaje in jih kaznovati, na primer takrat, ko je Aleksander Veliki deloval kot tožilec v sojenju in obsodbi treh domnevnih zarotnikov pri načrtovanju atentata na njegovega očeta (medtem ko so bili številni drugi oproščeni). Vendar morda ni dovolj dokazov, da bi lahko sklepali, da so bili sveti in skupščine redno podprti ali ustavno utemeljeni ali da je kralj vedno upošteval njihove odločitve. Po smrti Aleksandra Velikega so spremljevalci nemudoma ustanovili svet, da bi prevzeli nadzor nad njegovim cesarstvom, vendar je bil kmalu destabiliziran zaradi odkritega rivalstva in spopadov med njegovimi člani. Vojska je upor uporabila tudi kot orodje za doseganje političnih ciljev.

### Sodniki, skupna država, lokalna vlada in zavezniške države
Antigonidski makedonski kralji so se pri vodenju državnih zadev zanašali na različne regionalne uradnike. To je vključevalo visoke občinske uradnike, kot so vojaški strategos in politarhi, tj. izvoljeni guvernerji (arhonti) velikega mesta (polisov), pa tudi politično-verski urad epistates. Ni dokazov obstaja o osebnem ozadju teh uradnikov, čeprav so bili morda izbrani med isto skupino aristokratskih philoi in hetairoi, ki so zapolnili prosta mesta za vojaške častnike.
V starodavnih Atenah je bila atenska demokracija obnovljena trikrat po prvi osvojitvi mesta s strani Antipatra leta 322 pr. n. št.. Ko je večkrat padla pod makedonsko oblast, jo je vodila makedonsko vsiljena oligarhija, sestavljena iz najbogatejših članov mestne države. Z drugimi mestnimi državami so ravnali povsem drugače in jim je bila dovoljena višja stopnja avtonomije. Potem ko je Filip II. osvojil Amfipolis leta 357 pr. n. št., je mesto lahko obdržalo svojo demokracijo, vključno z ustavo, ljudsko skupščino, mestnim svetom (boule) in letnimi volitvami za nove uradnike, vendar je bila makedonska garnizija nastanjena znotraj mestnega obzidja skupaj z makedonski kraljevi komisar (epistates) za spremljanje političnih zadev v mestu. Filipi, mesto, ki ga je ustanovil Filip II., je bilo edino drugo mesto v makedonski državi, ki je imelo demokratično vlado z ljudskimi skupščinami, saj se zdi, da je solunska skupščina (cerkev) v praksi imela le pasivno funkcijo. Nekatera mesta so ohranila tudi lastne občinske prihodke. Makedonski kralj in centralna vlada sta upravljala dohodke, ki so jih ustvarili templji in duhovniki.
Znotraj makedonske skupne države nekateri dokazi iz 3. stoletja pr. n. št. kažejo, da je zunanje odnose urejala centralna vlada. Čeprav so posamezna makedonska mesta nominalno sodelovala v panhelenskih dogodkih kot neodvisne entitete, je v resnici dodelitev asilija (nedotakljivosti, diplomatske imunitete in pravice do zatočišča) določenim mestom neposredno urejal kralj. Podobno so mestne državice znotraj sodobne grške koina (tj. zveze mestnih držav, simpoliteje) spoštovale zvezne odloke, o katerih so kolektivno glasovali člani njihove lige. V mestih-državah, ki so pripadale ligi ali skupni državi, je bila podelitev proxenia (tj. gostovanja tujih veleposlanikov) običajno pravica, ki so si jo delile lokalne in centralne oblasti. Obstaja veliko dokazov, da je podelitev proksenije edina pravica osrednjih oblasti v sosednji Epirski zvezi, nekateri dokazi pa kažejo na enako ureditev v makedonski skupni državi. Mesta-države, ki so bile v zavezništvu z Makedonijo, so izdale lastne odredbe glede proksenije. Tuje lige so prav tako sklepale zavezništva z makedonskimi kralji, na primer, ko je Kretska zveza podpisala pogodbe z Demetrijem II. Etolikom in Antigonom III. Dosonom, s katerimi je zagotovila vključitev kretskih plačancev v makedonsko vojsko, in izvolila Filipa V. Makedonskega za častnega zaščitnika (prostates) lige.